# Muilem
Muilem (ook: Muilen) is een wijk in de Vlaams-Brabantse gemeente Liedekerke.
De wijk heeft een eigen kerk en daarnaast een bedevaartsoord op de plaats waar vroeger een klooster heeft gestaan met de naam: Onze-Lieve-Vrouw ter Muilen.

## Bezienswaardigheden
- De Onze-Lieve-Vrouw-Boodschapskerk
- De Ommegang met de overblijfselen van het voormalig klooster.